# Schloss Bürresheim
Schloss Bürresheim er en middelalderlig borg, der ligger i det nordvestlige Mayen i delstaten Rheinland-Pfalz i Tyskland. Den er opført på en klippetop i Eifel-bjergene over floden Nette. Sammen med Burg Eltz og Schloss Lissingen er Bürresheim den eneste middelalderlige fæstning, der er bevaret på vestsiden af Rhinen i Rheinland-Pfalz.
Fæstningen var beboet indtil 1921, og den er siden lavet til museum, der drives af Generaldirektion Kulturelles Erbe Rheinland-Pfalz.
Schloss Bürresheim er blevet brugt som filmlokation ved en række lejligheder. Dun fungerede som "Schloss Brunwald" i Indiana Jones and the Last Crusade (1989), hvor Indiana Jones' far (spillet af Sean Connery) blev holdt fanget af nazisterne.